# مقاومة متغيرة سائلة

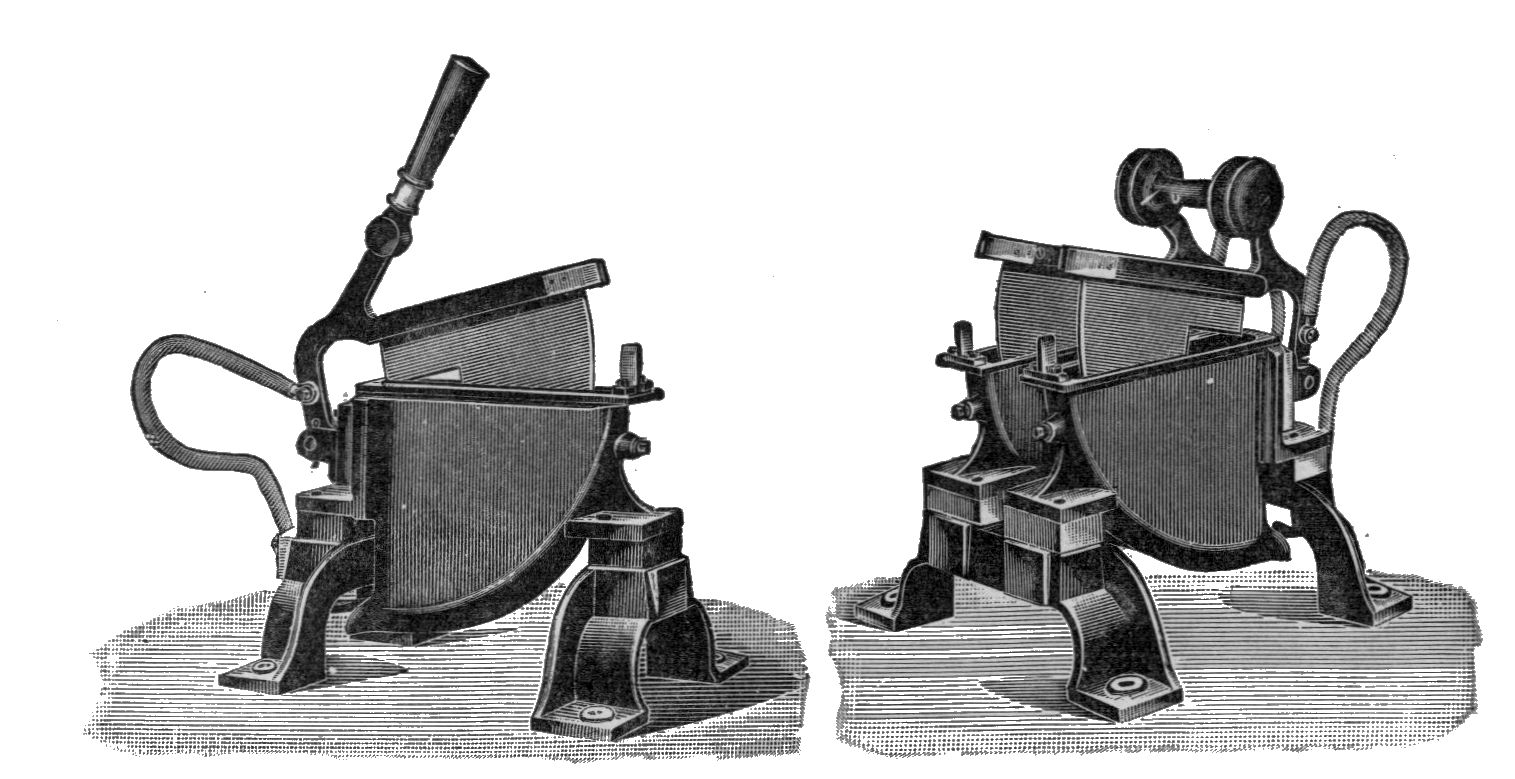
يستخدم الريوستات السائل كمفتاح للمحرك الكهربي منذ عام 1900

الريوستات السائل أو الريوستات المائى
أو الريوستات الملحى هو نوع من المقاومات المتغيرة الذي يستخدم عادة مع المحركات . 

ويتكون بشكل مبسط من خزان أجاج , مغمور به القطب الكهربائي لتكوين حمل كهربي . يمكن التحكم في قيمة ( زيادة أو نقصان ) المقاومة الكهربية للحمل برفع أو خفض القطب الكهربائي في المحلول . ولتحقيق التوازن، يجب الحرص على عدم غليان المحلول .
في التصاميم الحديثة، يتم صناعة الأقطاب الكهربائية من الفولاذ المقاوم للصدأ مع كربونات الصوديوم أو أي محلول ملحي آخر . والحرص على عدم استخدام الخزان كأحد الأقطاب .

وفي بعض التصاميم الأخرى يتم تثبيت القطب الكهربائي والتحكم في مستوي السائل بواسطة مضخات .
يعمل الريوستات الملحى عند معامل قدرة يساوي واحد . وكان يتم استخدامه بكثرة مع المولدات حتى قبل 20 عاما .

## الوصف
في العادة، يتكون الريوستات السائل من اسطوانة من الصلب تعمل كمهبط ( قطب سالب / كاثود ) , وتكون حجمها حوالي 5 أقدام ( 1.5 متر ) . وتوضع على عوازل، والتي تعلق عليها إسطوانات الصلب المجوفة والتي تعمل كمصعد ( قطب موجب / أنود ) , وتكون مدعومة بحبل من الصلب وعازل من بكرة قابلة للتعديل . وخزان يحتوي على محلول أجاج . ومن أجل السلامة يحاط الجهاز كله بسياج .
عملية التشغيل بسيطة جدا، بإضافة المزيد من المحلول الملحي يختلف ارتفاع القطب الكهربائي وبالتالي تختلف قيمة الحمل. لجعل الحمل متوازن يجب التأكد من عدم غليان الحمل .

## المميزات والعيوب
من أهم مميزات الريوستات السائل أن العملية صامتة . 

بينما العيوب تشمل :
- تآكل كابلات التوصيل النحاسية .
- عدم وجود تآريض للجهاز .

## الإستخدامات
في خمسينات القرن الماضي، كانت الريوستات السائلة تستخدم بكثرة في السكك الحديدية لاختبار إنتاج الطاقة اللازمة لقاطرات الديزل الكهربائية. وتم الآن تبديلها بأجهزة أخرى سعتها تصل إلي 4000 حصان (3000 كيلوواط) . وتتراوح تكلفة الجهاز الواحد من 100000 إلي 180000 يورو .

## الاستخدام الحالي
على عكس المقاومات الصلبة، تتميز الريوستات السائلة بقدرتها على معاجلة نفسها في حالات الحمل الزائد. 

## مشاكل السلامة مع التصاميم القديمة
لا يوجد ما هو أخطر من السخانات الكهربائية والتي تعمل بنفس المبدأ ولكن مع الماء العادى . لذلك يجب الحرص على تأريض التصاميم القديمة لضمان سلامة الأجهزة والعمال، ولتوفير مسار للتيار في حالة الأحمال الزائدة، أو في حالة وجود خطآ .